# Johann Ludwig Gries
Johann Ludwig Gries (* 20. Januar 1770 in Hamburg; † 29. Oktober 1828 ebenda) war ein deutscher Jurist und Advokat.

## Leben
Ludwig Gries wurde am 20. Januar 1770 in Hamburg geboren und am 23. Januar 1770 ebenda getauft. Seine Schulbildung erhielt Gries zuerst von Privatlehrern, dann an der Gelehrtenschule des Johanneums und ab 1789 an dem Akademischen Gymnasium in Hamburg. Zu Ostern des Jahres 1790 begann er sein Studium der Jurisprudenz an der Universität Göttingen und schloss sein Studium am 22. September 1792 als Doktor der Rechte ab. Er kehrte zurück nach Hamburg, wirkte hier als Advokat und war Mitglied der Patriotischen Gesellschaft von 1765. Er starb 1828 im Alter von 58 Jahren.
Gries’ Sammlung von Schriften schenkte Joseph Ludwig de Bouck (1804–1882) im Jahr 1865 der Staats- und Universitätsbibliothek Hamburg. Während des Zweiten Weltkriegs wurden diese ausgelagert, später nach Moskau geschickt und im November 1990 zurückgegeben.

## Wirken
Nachdem Gries bereits im Jahr 1792 seine Dissertation über das Hamburger Handelsrecht verfasst hatte, vertiefte er das Thema weiter und veröffentlichte 1795 sein angesehenes Werk über das Hamburger Staatsrecht in Bezug auf das Äußere und Innere Handelsrecht. Er beschreibt und erläutert die Handelsprivilegien die Hamburg im Heiligen Römischen Reich hatte, welche Handelsverträge und -bündnisse die Stadt eingegangen ist, welche Friedensschlüsse gemacht wurde und welche Auswirkungen diese auf den Handel hatten. Ebenso schildert er die innere Handelspolitik und beschreibt hierbei die Rollen der Bürgerschaft in Hamburg, die Einschränkung des Adels in der Stadt und vergleicht die Hamburger Verfassung mit der anderer Freien und Reichsstädte. Eine Fortsetzung dieses Werks war geplant, jedoch kam es nicht zur Veröffentlichung des zweiten Teils.
Gegen Ende des 18. Jahrhunderts wurden in Hamburg viele Broschüren, Flugblätter und Artikel über den Verfall der Sitten, die Geldverschwendung und die allgemeinen Missstände in der Stadt veröffentlicht. „Aus Liebe zu seiner Vaterstadt“, so sagt er es selber, publizierte Gries deshalb im Jahr 1800 seine Schrift: Sind die gehäuften Klagen neuerer Schriftsteller über Hamburg gerecht? Seiner Meinung nach waren sie es nicht. Er gibt an, dass in Hamburg die Redlichkeit, der Patriotismus und die Wohltätigkeit der Bürger die Untugenden Einzelner bei Weitem übertrifft.
Als die Franzosen 1806 plötzlich in Hamburg einrückten und die Soldaten untergebracht werden mussten, bildete der Rat eine Einquartierungs-Deputation, bestehend aus 5 Ratsherrn und 20 Bürgern. Diese Deputation sollte Regeln für die Einquartierung der Soldaten aufstellen und die Streitigkeiten zwischen den Soldaten, den Wirten und der Bürgerschaft schlichten. Zu der Einrichtung der Einquartierung verfasste Gries ein Antwortschreiben auf das Schreiben von Jacob Schleiden (1773–1852). Wegen Schleidens Schrift wurde dieser mit einem Strafprozess bedroht, der aber liegen geblieben zu sein scheint.

## Familie

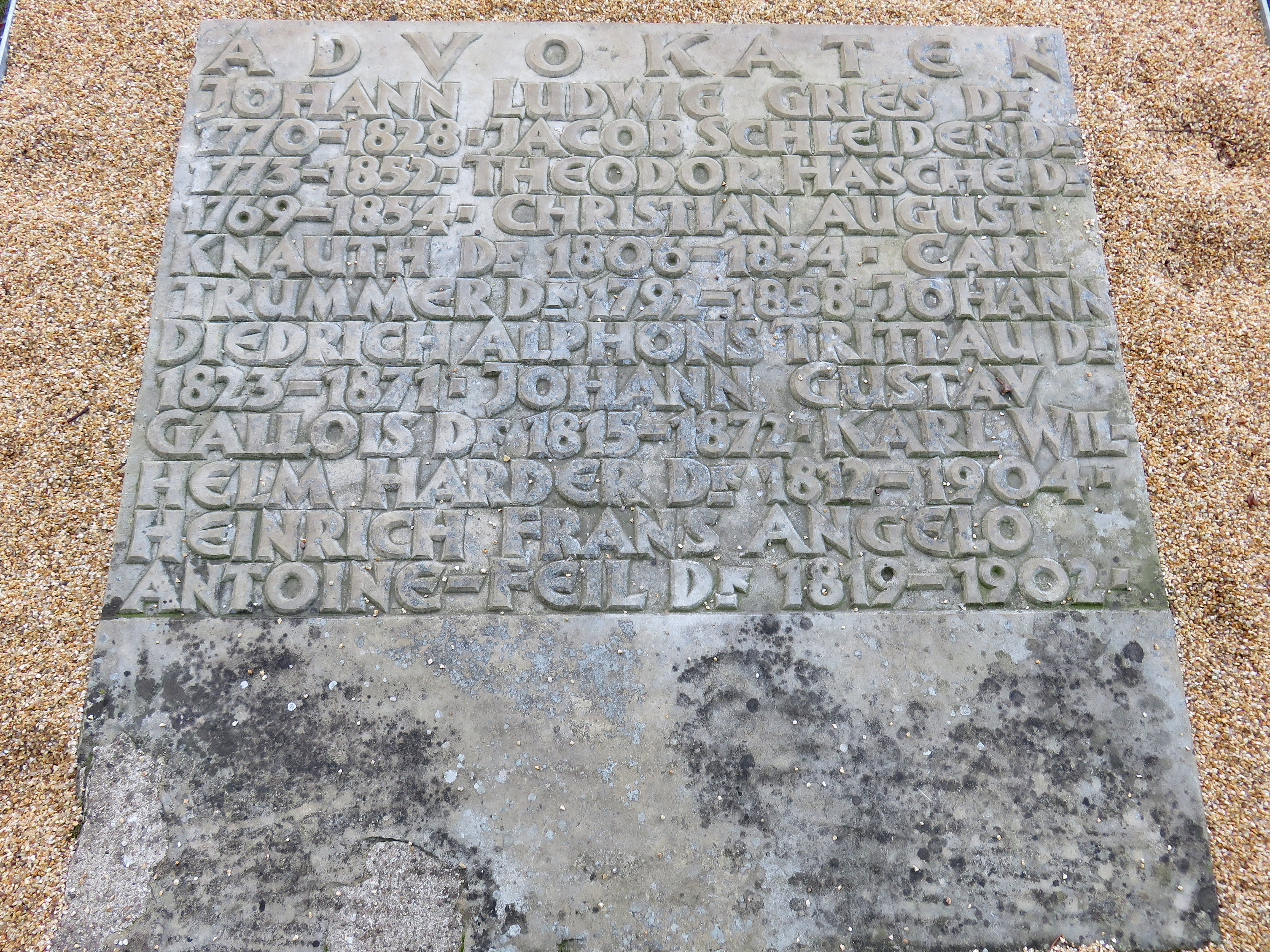
„Johann Ludwig Gries“, Sammelgrabmal Advokaten, Friedhof Ohlsdorf

Gries war das siebte Kind des Hamburger Ratsherrn Franz Lorenz Gries (1731–1803) und dessen erster Ehefrau Johanna Barbara Funk (1742–1770). Seine Mutter starb kurz nach seiner Geburt. Sein Vater heiratete daraufhin im Jahr 1771 Johanna Magdalena Funk (1743–1792), eine jüngere Schwester seiner ersten Frau, und hatte mit ihr weitere fünf Kinder. Aus dieser zweiten Ehe stammen Ludwig Gries' Halbbrüder Johann Michael Gries (1772–1827), der 1816 Hamburger Bundestagsgesandte wurde, und der Übersetzer Johann Diederich Gries (1775–1842).
Geheiratet hatte Gries am 5. September 1797 Amalie Cordes (1779–1851), Tochter des Ratsherrn Johann Diederich Cordes (1730–1813). Zwei seiner Kinder starben jung. Die anderen beiden waren seine Tochter Johanna (1800–1863), die im Jahr 1829 den Oberaltensekretär Nicolaus Adolf Westphalen (1793–1854) heiratete, und sein Sohn Hermann (1810–1892), der 1854 ebenfalls Oberaltensekretär und Amtsnachfolger seines Schwagers Westphalen wurde.
Auf dem Ohlsdorfer Friedhof, im Bereich des Althamburgischen Gedächtnisfriedhofs nahe dem Haupteingang des Friedhofs, wird auf dem Sammelgrabmal Advokaten unter anderen an Johann Ludwig Gries erinnert.

## Werke (Auswahl)
- Meiner Schwester der Demoiselle Johanna Maria Hedewig Gries bey Ihrer vermählung m. d. Herrn Heinrich Wilhelm Christian Eimbcke, Hamburg, d. 5. Octbr. 1784. C. W. Meyn, Hamburg 1784.
- Dissertatio inauguralis de studiis Hamburgensium promovendi commercia sua tam in jure publico quam privato conspicuis. Göttingen 1792.
- Hamburgisches Staats- und Privatrecht, in Beziehung auf Hamburgs Handel gesammelt und erläutert, von Johann Ludwig Gries, Doctor der Rechte. Erster Theil, welcher das Staatsrecht enthält. Bohn, Hamburg 1795.
- An meinen theuern Freund Heinrich Lampe, Doctor der Rechte in Bremen, bei dem Tode seiner Gattinn. Hamburg 1797 (Schreiben an Heinrich Lampe (1773–1825), 1818–1825 Bremer Ratsherr, verheiratet in erster Ehe 1795 mit Gesche Catharina Hanewinkel († 1797)).
- Sind die gehäuften Klagen neuerer Schriftsteller über Hamburg gerecht? Auch Skizzen zu einem Sittengemälde von Hamburg. In: Der Neue Teutsche Merkur vom Jahre 1800. Herausgegeben von Christoph Martin Wieland. Erster Band. Verlag des Landes-Industrie-Comptoirs, Weimar 1800 (ds.ub.uni-bielefeld.de).
- Einige Bemerkungen zu der Schrift des Herrn Doctoris Schleiden über die jetzige Einrichtung der Einquartirung in Hamburg. Ein Schreiben an ein Mitglied des Collegii Ehrbarer Oberalten. F. H. Nestler, Hamburg 1808.
- Berichtigungen aus Hamburg, nebst einigen kirchlichen Neuigkeiten von dort. In: Ernst Zimmermann (Hrsg.): Allgemeine Kirchenzeitung. Nr. 191. Will, Darmstadt 2. Dezember 1828, S. 1548–1551 (eingeschränkte Vorschau in der Google-Buchsuche).